# Elijah Winnington
Elijah Jack Winnington (Gold Coast, 5 de mayo de 2000) es un deportista australiano que compite en natación, especialista en el estilo libre.
Participó en dos Juegos Olímpicos de Verano, en los años 2020 y 2024, obteniendo dos medallas en París 2024, plata en 400 m libre y bronce en 4 × 200 m libre.
Ganó cuatro medallas en el Campeonato Mundial de Natación, en los años 2022 y 2024, y dos medallas en el Campeonato Mundial de Natación en Piscina Corta de 2024.

## Palmarés internacional
| Juegos Olímpicos                    | Juegos Olímpicos   | Juegos Olímpicos  | Juegos Olímpicos |
| Año                                 | Lugar              | Medalla           | Prueba           |
| ----------------------------------- | ------------------ | ----------------- | ---------------- |
| 2024                                | París (Francia)    | Medalla de plata  | 400 m libre      |
| 2024                                | París (Francia)    | Medalla de bronce | 4 × 200 m libre  |
| Campeonato Mundial                  |                    |                   |                  |
| Año                                 | Lugar              | Medalla           | Prueba           |
| 2022                                | Budapest (Hungría) | Medalla de oro    | 400 m            |
| 2022                                | Budapest (Hungría) | Medalla de plata  | 4 × 200 m libre  |
| 2024                                | Doha (Catar)       | Medalla de plata  | 400 m libre      |
| 2024                                | Doha (Catar)       | Medalla de plata  | 800 m libre      |
| Campeonato Mundial en Piscina Corta |                    |                   |                  |
| Año                                 | Lugar              | Medalla           | Prueba           |
| 2024                                | Budapest (Hungría) | Medalla de oro    | 400 m libre      |
| 2024                                | Budapest (Hungría) | Medalla de plata  | 4 × 200 m libre  |